# Société savoisienne d'histoire et d'archéologie
La Société savoisienne d’histoire et d’archéologie (SSHA), a été fondée en 1855 et vise à connaître et faire connaître la Savoie à travers son histoire, sa culture et son patrimoine. Son siège social se situe aux Archives départementales de la Savoie, situées au 244 quai de la Rize à Chambéry, et elle possède une bibliothèque au sein du Musée savoisien de Chambéry, situé boulevard du Musée. En 2011, pour la première fois de son histoire depuis sa fondation, une femme, Catherine Hermann, en devient la présidente.

## Fondation
La société est fondée le 6 août 1855 dans la salle de dessin du collège de Chambéry, par Claude Saillet (professeur de littérature à Chambéry), François Rabut (1819-1893), professeur d'histoire à Chambéry, archéologue ainsi que Conservateur du musée d'histoire naturelle, qui vient de quitter la Société d'histoire naturelle de Savoie, et Joseph Dessaix (journaliste, écrivain et historien),. Ils souhaitent pallier la crise traversée par l’Académie de Savoie à cette période et mettent en place une nouvelle structure culturelle attachée à l’étude de la Savoie.
La Société est destinée à offrir un lieu de rencontre à toutes les personnes intéressées par l’histoire des territoires correspondant aux anciens États de Savoie, à provoquer des recherches dans les archives publiques ou privées, à encourager l’étude des sciences, des monuments et des faits intéressant la région, et à publier les résultats de ces travaux dans la mesure de ses moyens.
La Société a été reconnue comme établissement d'utilité publique par décret du 8 octobre 1881.

## Publications (depuis 1856)
- « Mémoires et documents » :  1 volume annuel depuis 1856.
- « L’Histoire en Savoie » : 4 volumes annuels de 48 à 60 pages de 1966 à 2000, remplacés par 2 volumes annuels de 200 pages depuis 2000.
- Un bulletin annuel pour les adhérents.

Une majorité des Mémoires de la SSHA sont tombés dans le domaine public et disponibles sur Gallica.

## Membres de la Société
La SSHA est compte environ 600 adhérents.

### Présidents de la Société
| Identité               | Notes |
| ---------------------- | --- |
| André Palluel-Guillard | Membre de l’Académie des sciences, belles-lettres et arts de Savoie (1985), historien, universitaire, président de la SSHA de 1983 à 2001. |
| Maurice Messiez-Poche  | Historien, président de la SSHA de 2001 à 2006.                                                                                            |

| Identité                                                   | Prise de fonctions | Fin de fonctions | Notes |
| ---------------------------------------------------------- | ------------------ | ---------------- | --- |
| Robert Porret                                              | 2018               | -                | Conseiller chargé des actions pédagogiques et de la documentation pour la valorisation du territoire de la Fondation pour l'action culturelle internationale en montagne |
| Jean-Noël Parpillon dit Fiollet                            | 2017               | 2018             | Retraité. Membre associé de l'Académie des sciences, belles-lettres et arts de Savoie.                                                                                   |
| Anne Weigel                                                | 2012               | 2017             | Historienne. Reçu en 2010 à l'Académie des sciences, belles-lettres et arts de Savoie, avec pour titre académique associé résidant.                                      |
| Catherine Hermann                                          | 2011               | 2012             | Historienne, biographe et écrivaine |
| Michel Boulet                                              | 2007               | 2010             | Historien et sociologue |
| Jean-Paul Guérin                                           | 2007               | 2007             | géographe à l'Institut de géographie alpine |
| Maurice Messiez-Poche (1932)                               | 2004               | 2006             | Historien, principal du collège de Saint-Pierre-d'Albigny (depuis 1959)                                                                                                  |
| Maurice Messiez-Poche et Christian Sorrel (1932) et (1957) | 2001               | 2004             | Historiens |
| André Palluel-Guillard (1940)                              | 1983               | 2001             | Historien |
| Jacques Lovie (1908-1987)                                  | 1963               | 1983             | Membre de l’Académie des sciences, belles-lettres et arts de Savoie, historien, universitaire                                                                            |
| Raoul Naz (1889-1977)                                      | 1950               | 1963             | Chanoine, docteur en théologie et droit canon |
| Georges Eugène Lestien (1880-1960)                         | 1944               | 1950             | Général |
| Gabriel Loridon (1885-1952)                                | 1935               | 1944             | Abbé. Secrétaire perpétuel de l’Académie des sciences, belles-lettres et arts de Savoie.                                                                                 |
| Édouard Revel (1868-1935)                                  | 1935               | 1935             | Militaire, administrateur des finances, membre de l’Académie des sciences, belles-lettres et arts de Savoie                                                              |
| François de Regnauld (1878-1935)                           | 1931               | 1935             | Marquis de Lannoy de Bissy, membre de l’Académie des sciences, belles-lettres et arts de Savoie, militaire et historien                                                  |
| François Vermale                                           | 1929               | 1931             | Avocat, figure politique radical et socialiste à Chambéry |
| Gabriel Pérouse (1898-1928)                                | 1922               | 1929             | Archiviste départemental de la Savoie (1898-1928), historien |
| Jules Cochon (1846-1922)                                   | 1918               | 1922             | Originaire de Normandie, termine sa carrière comme conservateur de Eaux et Forêts en Savoie                                                                              |
| Jean-Raymond Michel (1860-1920)                            | 1904               | 1918             | Agrégé de lettres, professeur de rhétorique et d'histoire, Directeur de l'École préparatoire supérieure de Chambéry                                                      |
| François Mugnier (1831-1904)                               | 1882               | 1904             | Avocat à la Cour d'appel de Chambéry, historien, |
| Charles Guillermin                                         | 1876               | 1882             | Avocat |
| François Dufour                                            | 1871               | 1876             | Agent voyer |
| Albert Bottero                                             | 1861               | 1871             | Imprimeur |
| Charles Guillermin                                         | 1861               | 1868             | Avocat, adjoint au maire de Chambéry |
| François Rabut (1819-1893)                                 | 1856               | 1861             | Professeur d’histoire au collège de Chambéry, archéologue, Conservateur du Muséum d'histoire naturelle de Chambéry                                                       |
| Joseph Dessaix (1817-1870)                                 | 1855               | 1855             | Journaliste, auteur du Chant des Allobroges |

### Personnalités de la SSHA
- Claudius Blanchard (1836-1900), avocat et historien, secrétaire de la Société d'histoire et d'archéologie de la Savoie, membre de l'Académie des sciences, belles-lettres et arts de Savoie[21].